# Бановићи
Бановићи су градско насеље и сједиште општине Бановићи у сјевероисточној Босни. Према прелиминарним подацима пописа становништва 2013. године, у Бановићима је пописано 6.432 лица.

## Географија
Град је смјештен на сјеверозападним обронцима планине Коњух, на надморској висини 330-380 метара, на магистралном путу који повезује два велика индустријска центра Тузлу и Зеницу, односно два велика кантона Тузлански и Зеничко-добојски. Бановићи се граниче са општинама Лукавац, Живинице, Кладањ, Олово и Завидовићи и на тај начин представљају тромеђу кантона Тузланског, Сарајевског и Зеничко-добојског. Бановићи су удаљени од Тузле 36 km, а од Сарајева, главног града БиХ 110 km. Најближа морска обала налази се око 300 km од Бановића у луци Плоче (Република Хрватска) и за нормалне временске и саобраћајне околности из Бановића се на море може стићи за око пет сати вожње аутомобилом.
Континентална и умјерено-континентална клима у Бановићима има за посљедицу топла љета са пљусковима и оштре вјетровите зиме са мањим количинама сњежних падавина. У просјеку је сваки трећи дан облачно вријеме с тим сто је љетна облачност краткотрајна. Најчешћи су вјетрови из сјеверног квадранта. Релативно често јавља се и град. Анализе и процјене климатских карактеристика Бановића и околине произвољне су и углавном емпиријске јер на подручју општине нема нити једне метеоролошке станице. Општина Бановићи је обухваћена сливним подручјима Криваје и Спрече, а оријентисана долинама ријека Литве и Турије. Понивка, Хоџин поток, Јабланица, Буковац, Турија, Литва, Радина, Брестица, Брложник, Драгања, Остружница, Бегов поток, припадају сјеверном подручју општине и сливу Спрече, а у западном дијелу, јужног, брдско-планинског подручја развијено је неколико мањих сливова који припадају главном току ријеке Криваје. Читаво подручје одликује се нагибом терена према сјеверу и дијелом према истоку те се према томе може подијелити на равничарске, на сјеверу и на сјевероистоку, брдско-планинско сјеверно од равничарске депресије и брдско-планинско са више израженим карактеристикама планинског рељефа у подручју јужно од равничарске депресије.
Бановићи имају укупно 17 улица: Бранилаца града, 119. муслиманске брдске бригаде, Хусинске буне, Рударска, Хабетова, 4. јули, 7. новембар, 10. септембар, Радничка, Патриотске лиге, Божићка Бановића, Заима Субашића, 27. јули, Скојевска, Школска, Пионирска и Улица Алије Изетбеговића. Најдужа улица је „Бранилаца града“, некадашња ЈНА која се протеже дуж цијелог града од бензинске пумпе на улазу до пијаце и творнице конфекције „Борац“ из Травника, на изласку из града, а најкраћа и можда најљепша улица је 4. јули која граничи са градским парком.

## Историја
Изградњом омладинске пруге Брчко–Бановићи новембра 1946. године, насеље је повезано са главном магистралом Београд – Загреб, па преко Добоја са осталим пругама Босне и Херцеговине. Упоредо са изградњом омладинске пруге, у Бановићима је отпочела изградња модерног рударског насеља.

## Становништво
|                      | 2013.          | 1991.           | 1981.           | 1971.           | 1961.           |
| Укупно               | 6 432 (100,0%) | 8 637 (100,0%)  | 6 834 (100,0%)  | 5 456 (100,0%)  | 5 105 (100,0%)  |
| Бошњаци              | 5 572 (86,63%) | 3 843 (44,49%)1 | 2 250 (32,92%)1 | 2 147 (39,35%)1 | 1 103 (21,61%)1 |
| Хрвати               | 255 (3,965%)   | 495 (5,731%)    | 663 (9,701%)    | 813 (14,90%)    | 979 (19,18%)    |
| Босанци              | 201 (3,125%)   | –               | –               | –               | –               |
| Срби                 | 197 (3,063%)   | 2 534 (29,34%)  | 1 989 (29,10%)  | 2 063 (37,81%)  | 2 201 (43,11%)  |
| Неизјашњени          | 70 (1,088%)    | –               | –               | –               | –               |
| Муслимани            | 52 (0,808%)    | –               | –               | –               | –               |
| Босанци и Херцеговци | 38 (0,591%)    | –               | –               | –               | –               |
| Роми                 | 11 (0,171%)    | –               | –               | –               | –               |
| Остали               | 11 (0,171%)    | 240 (2,779%)    | 50 (0,732%)     | 39 (0,715%)     | 32 (0,627%)     |
| Албанци              | 10 (0,155%)    | –               | 29 (0,424%)     | 6 (0,110%)      | 14 (0,274%)     |
| Југословени          | 5 (0,078%)     | 1 525 (17,66%)  | 1 774 (25,96%)  | 287 (5,260%)    | 647 (12,67%)    |
| Словенци             | 5 (0,078%)     | –               | 19 (0,278%)     | 37 (0,678%)     | 72 (1,410%)     |
| Црногорци            | 2 (0,031%)     | –               | 42 (0,615%)     | 40 (0,733%)     | 32 (0,627%)     |
| Непознато            | 2 (0,031%)     | –               | –               | –               | –               |
| Македонци            | 1 (0,016%)     | –               | 14 (0,205%)     | 12 (0,220%)     | 8 (0,157%)      |
| Мађари               | –              | –               | 4 (0,059%)      | 12 (0,220%)     | 17 (0,333%)     |

1. 1 На пописима од 1971. до 1991. Бошњаци су пописивани углавном као Муслимани.